# قائمة شخصيات سايلنت هيل

## شخصيات سايلنت هيل 1

### هاري مايسون
harry mason

هاري مايسون في سايلنت هيل 2

أول ظهور له: (Silent Hill (1999 وأيضا أخر ظهور له في (Silent Hill: Shattered Memories (2010
مقلد الصوت: Kirk Thornton
هويته: أنسان
مكان الولادة: ” سايلنت هيل ”
سنة الولادة: 1983
العمر: 30
الجنس: ذكر
لون العينين: بني
لون الشعر: بني
وظيفته: كاتب روايات
هاري مابسون هي شخصية كان أول ظهور لها في عام 1999 في أول جزء من سلسلة ” سايلنت هيل ” لكن ظهر أيضا في اخر جزء من سايلنت هيل وهو ” Shattered Memories الذكريات المحطمة ” في عام 2009 , أيضا هاري ماسون هي الشخصية القابلة للعب في الجزء االأول من السلسلة وأيضا جزء ” Shattered Memories الذكريات المحطمة ” ، في عام 1983 زوجة هاري ” Dahlia داليا ” انجبت طفلة أسمها ” Cheryl شيريل ” ، هاري كان أباً محبوبا جدا من قبل أبنته ” شيريل ” ، عائلة هاري عاشت في شارع ” ليفن ” في مدينة سايلنت هيل، لكن بعد ذلك هاري طلق داليا حيث هذا الحدث أثر كثيرا على شيريل لدرجة أنها تلوم نفسها على ذلك، قصة هاري الحقيقية تبدأ عندما ذهب هاري مع أبنته شيريل بعد طلاق هاري لداليا في يوم بارد لنزهة صغيرة لكن توقفت سيارة هاري بسبب حادث قوي حيث صحى هاري بعدها من غفوته لكنه لم يجد ” شيريل ” حيث هكذا بدأت قصة Shattered Memories …
شكل هاري ماسون تغير في نسخة الريميك Shattered Memories كثيرا.. حيث في الجزء الأول كان يبدو شاب قليلا ولا يرتدي نظارة، لكن في Shattered Memories تغير شكله إلى شكل أفضل ويليق بالشخصية حيث أصبح يرتدي نظارة ليفي مظهره بأنه كاتب قليلا وأيضا أصبح كبير في السن قليلا، أيضا ملابس هاري تتغير حسب اللاعب وحسب خياراته، لكن عند نقطة معينة وليس في بداية اللعبة، ليس لدى هاري أي سلاح يدافع فيه عن نفسه سوى الهروب لكن لديه أدوات مثل الكشاف الذي يستعمله طوال اللعبة وهو مهم جدا، وأيضا هاتفه المحمول الذي يمكن منه التصوير أو يرى خريطة الـ “GPS ” ، هاري يمكنه دفع الوحوش بعيدا وأيضا يمكنه أخذ شعلة ضوئية ليبعد الوحوش عنه..

### شيرل مايسون
Cheryl Mason

شيرل مايسون

شيرل بنت هاري بالتبني ووصفها بانها بنت بعمر سبعة سنوات مع شعر اسود قصير {وصف هاري المعتاد} شيرل بنت غامضة وتحب الرسم فهو من هواياتها إلى جانب، الغموض تصبح شيرل لتكون هي الهدف الرئيسي الذي يبحث عنه هاري والدها.
-

### اليسا
Alessa

اليســـا

اليسا وهي ابنة داليا غالسبي وهي تلك الامراة الشبح التي تظهر لهاري في جميع المناطق في التل الصامت ويبدو ان لها علاقة بالمؤامرة المدبرة. اليسا يبدو انها هي قربان الالهة الجديدة وستكون خليطا مع شيرل لتتحول إلى وحش

### سيبل بينت
Cybil Bennett
شرطية من شرطة brahmas البلدة المجاورة للتل الصامت سيبل هي الشرطية الشابة التي اتت لقرية سايلنت هيل في الوقت الذي اتى فيه هاري للبلدة وقد وقع الاثنان في نفس المأزق الا وهو الاحداث الغريبة في هذه المدينة الصامتة فعلى هاري وسيبل ان يعملا سوياً لايجاد شيرل والهروب من البلدة والنجاة

### داليا غالسبي
Dahlia Gillespie
داليا امراة عجوز غامضة جدا لها دور اساسي في اللعبة فهي الوحيدة التي يبدو انه لها فهم ومعرفة بالامور الغريبة التي تحدث في التل الصامت ستقوم باعطاء هاري العديد من الاشياء الضرورية والتي ستساعدك لاحقا في اللعبة.

### ميشيل كوفمان
Dr. Michael Kaufmann
كوفمان طبيب من مستشفى Alchemilla الموجود في التل الصامت كما نعرف صفاته واضحة في وجهه، رجل جدي بارد النظرات اما عن بدايته مع المغامرة فان كوفمان يستيقظ من الغفوة فيجد سيبل وهاري في خضم الفوضي في سايلنت هيل ولن يكون له مساعدات تذكر.

### ليزا جارلاند
Lisa Garland
ليزا ممرضة، ليزا شخص قد تم ابتلاعه من قبل عالم الظلام بسايلنت هيل ليزا فتاة ودودة بطبعها وكلامها تحب ان يبقى معها هاري وتخاف ان يتركها وحدها ليزا لها علاقة بالالهة المزعومة والقصة الغريبة.

## شخصيات سايلنت هيل 2

### جايمس ساندرلاند
James Sunderland
العمر: 29 سنة
معلومات:
James هو الشخصية الرئيسية للعبة سايلنت هيل 2 ، فهو الذي تتحكم به طوال اللعبة
يمتلك James عينين بلون بني وشعره لونه أشقر..
يعمل James في شركة صغيرة، ويتميز بالهدوء ولا يحب أن يتحدث كثيراً ويصبح شخص ثرثار
هو فخور ومحب بشكل كبير لزوجته Mary التي أُصيبت بمرض خطير وقاتل، وبعدما عرف أن زوجته
في حالة خطرة، تغير بشكل كبير وأصبح كأنه مريض نفسي !

### ماري
Mary
العمر: 25 سنة
معلومات:
زوجة James الغالية على قلبه، شخصيتها مرحة جدا وتحب المرح واللعب مع الأطفال
وفي اثناء مرضها كانت تبكي كثيراً ولا تريد أن تموت الآن، بحجة انها صغيرة بالسن ولم
تستمتع بشبابها بعد، وبعض الاحيان تقول لا يوجد أمل للبقاء على قيد الحياة، فتستعد للموت
وتحاول أن تمحي الخوف، الذي يجعلها تستعد للموت هو مرضها الخطير الذي عانت منه
كثيرا، حيث امتد مرضها إلى 3 سنوات من العذاب..
عندما مرضت ولم تجد علاج، طلبت من زوجها James أن يتخلى عنها بسبب انها أصبحت
قبيحة بعد المرض وغير نافعة للحياة الزوجية، ولكنها كانت تقول هذا لكي يبقى James
بجانبها حتى تموت، لأنها تعلم مدى حب زوجها لها
وبعد وفاتها ومرور فترة طويلة، تلقى James رسالة من زوجته تطلب منه الذهاب
لمدينة silent hill لكي يراها مجددا، ولكن هل بالفعل أن Mary مازالت بقيد الحياة؟
هذا هو السؤال الذي بسببه جن جنون James ..

### ماريا
Maria
العمر: 25 سنة
معلومات:
المرأة الغريبة التي سيقابلها James في مدينة silent hill
هي أخت Mary التوأم، ونقصد بالتوأم هنا أي التشابه في الوجه والشكل
ولا نقصد أخت شقيقة، فهي تختلف عن Mary بالسلوك والتعامل مع الاخرين، ولكنها
تمتلك روح المرح أيضا كـ Mary ..
Maria كانت تعمل في نادي ليلي اسمه Heaven's Night ، وبعدها تركت عملها
وقررت الانتقال لمدينة silent hill ، هو قرار مجنون بالطبع..
تتميز Maria بأنها تكون عاطفية جدا في بعض الأوقات، ونادرا ما تكون كذلك..
Maria تتميز بالغموض، بالإضافة إلى انها تعرف James جيدا منذ فترة طويلة
ولكنه لا يعرفها ولم يقابلها من قبل ابدا !

### أنجيلا أوروسكو
Angela Orosco

Angela Orosco

العمر: 19 سنة
معلومات:
أول لقاء لـ James مع هذه المرأة كان في مقبرة تقع في جنوب شرق مدينة Vale
تمتلك شعر أسود وعينين بلون بني، فقدت امها وكانت متعلقة بشكل كبير معها
حاولت أن تكون كأي فتاة عادية أخرى وتعيش حياة طبيعية، ولكنها لم تستطع..
تترد كثيرا عندما تتحدث مع James ، وبعض الاحيان لا ترد على اسئلته وتتجاهله دون سبب
فتاه غامضه وكئيبه 
وبعدما تخرجت Angela من المدرسة هاجرت من بلدتها لأنها لا تريد العيش مع والدها..
ولكن والدها قام بالبحث عنها ثم وجدها وعاد معها للبلدة، لم تطيل المدة وهربت مجددا
ولكن هذه المرة قررت الذهاب لمدينة silent hill ..

### إيدي دومبروسكي
Eddie Dombrowski
العمر: 23
معلومات:
أول لقاء لـ James مع هذه الشخصية كان غريب ومميز نوعا ما، تلاقى معه في عمارة شقق
وبالتحديد في دورة المياة عندما كان يتقيأ في المرحاض.. ويمتلك Eddie شعر باللون الأشقر
وعينين باللون الرمادي
كان يعمل في محطة بنزين اسمها Part-Time ، يتميز بالجمال عكس بقية الرجال، وبعض الاحيان
تراه مندفع فجأة ويتنرفز بسرعه، هو قلق على نفسه كثيراً لأنه ارتكب جرائم قتل ويريد أن يجد
مبررا له، فمن حركاته وملامح وجهه ببعض الاوقات يتضح لك انه قاتل ومجرم ولكنه ينفي
ذلك
Eddie ليس شرير ابداً ولكن ضغوط الحياة أثرت عليه، لا يوجد أي سبب مقنع لانتقاله
للعيش بمدينة silent hill ، إذاً لماذا انتقل للعيش فيها؟.. سؤال محير ستجد جوابه
في اللعبة..

### لورا
Laura
العمر: 8 سنوات
معلومات:
هي فتاة صغيرة ودائما ما تنظر لـ James بنظرات حادة تمتاز بالحقد والكراهية، رغم انه لا يملك
أي فكرة عنها ولا يعرفها ابداً، ولا يدري لماذا هي تكرهه لهذه الدرجة، هي تقول أنها تعرف James
من قبل، وتعرف زوجته Mary ومدى حبه لها..
Laura تمتلك شعر أشقر وعينين زرقاء اللون، هي دائما تجلب المشاكل لـ James ..
وتقول أيضا ان ليس لها أشقاء ولا حتى آباء ! ، وكانت تعيش في دار الأيتام منذ ولادتها
أسئلة كثيرة وغامضة عن هذه الطفلة، فهل بالفعل تعرف James من قبل؟ ! ، أم ان ماتقوله
كان نتيجة لشقاوتها؟.. الأجوبة باللعبة

## شخصيات سايلنت هيل 3
تتميز silent hill دائما بعمق القصة، والشخصيات جزء مهم يساعد على تعمق القصة 
أكثر وأكثر، ففي silent hill كل شخصية لها طابع خاص ولها حكايتها.. 
silent hill 3 هذه بعض الشخصيات المهمة في اللعبة:

### هيذر
Heather
العمر: 17 سنة 
معلومات: 

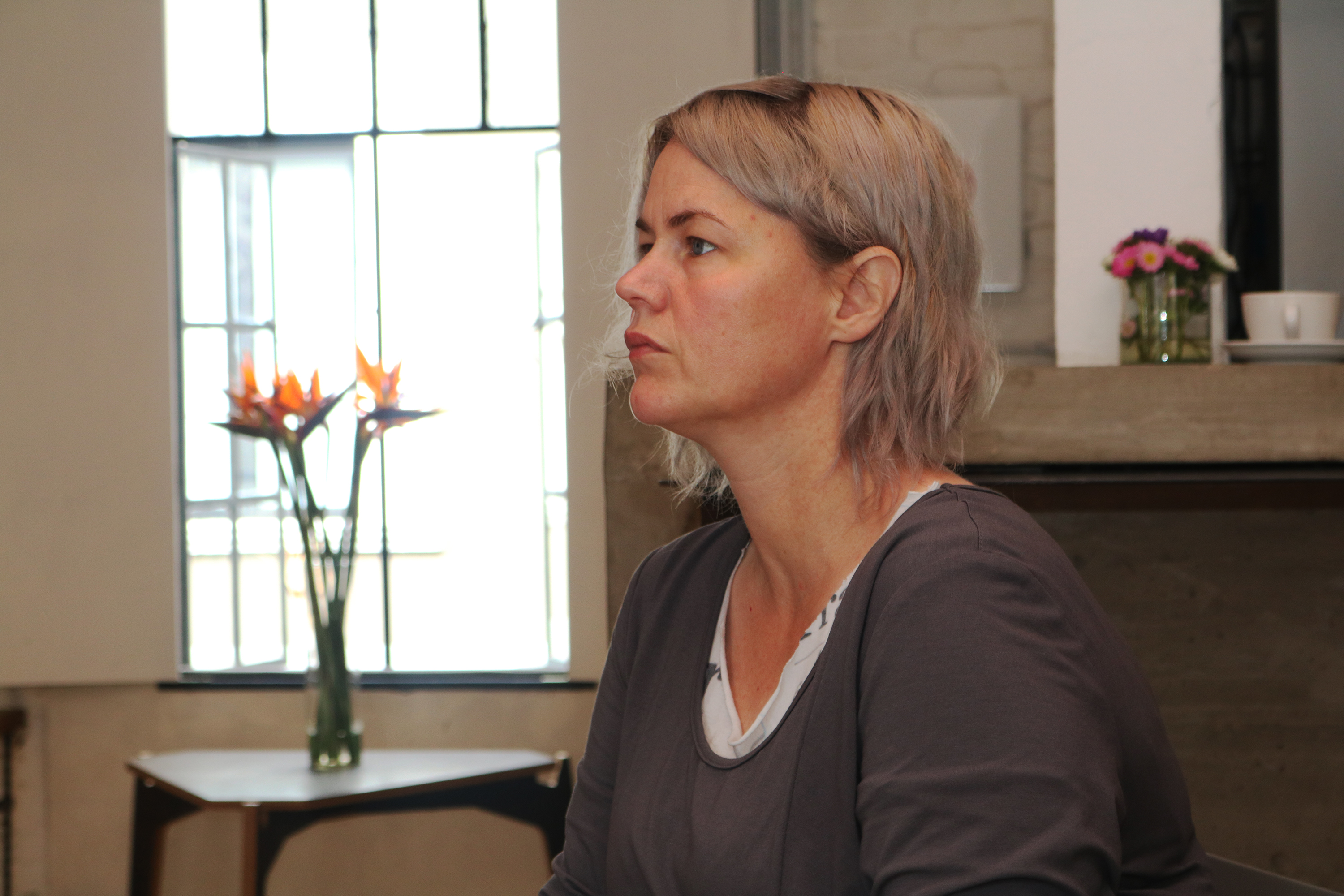

الشخصية الرئيسية باللعبة، حيث هي من ستتحكم بها طوال الوقت
Heather بنت عادية في سن المراهقة، تحب أن تتسوق يوم واحد في كل اسبوع ولا 
تحب أن تكون محصورة في مكان واحد بالعالم، بل تحب التسوق في أكثر من مكان 
وتحب السفر والتنقل كثيراً 
ويبدو انها قادرة على الصمود لكي تبقى حية في مدينة silent hill ، ولكن ما يجعلنا 
نقلق انها ليست محترفة في التصرف، فهي مازالت صغيرة بسن المراهقة، وهذا أول
تحدي لها للبقاء على قيد الحياة..
اما بالنسبة لمواصفاتها، هي تملك شعر ناعم باللون الأشقر، شعرها ليس طويل ومزاجها جدا قصير  
هي تبدو لطيفة وطريفة لكل شخص، أيضاً هي متعلقة بوالدها بشكل كبير وتحبه كثيراً..
أيضا هي لاتحب التحدث مع الغرباء.. 
Heather لا تملك عمل لجلب المال، بل هي تعمل بالاعمال المنزلية وتساعد عائلتها 
في الطبخ وتغسيل الصحون وما إلى ذلك.. 

### كلوديا وولف
Claudia Wolf
العمر: 29 سنة 
معلومات: 

Claudia تمتلك وجه شاحب وشعر أشقر طويل، ولا تبدو شخصية عادية، وقد تكون 
هي السبب لوجود الوحوش وانتقال Heather لمدينة silent hill .. 
Claudia كاهنة في مجموعة تدعى Cult Teachings ، وقالت لـ Heather انها
الوحيدة القادرة على اعطائها الجنة 

### دوغلاس كارتلاند
Douglas Cartland
العمر: في أواخر الـ 50 
معلومات: 
Douglas هو رجل كبير بالسن، أول لقاء لـ Heather معه كان في المجمع بعدما 
استيقظت من النوم ولاقت نفسها في مدينة silent hill ، ويبدو ان Heather لم تعجب به 
وترتاح له..
هو يملك شعر ولحية باللون الرمادي، هو رجل مباحث ويريد أن يعلم بعض الاشياء
عن Heather لكي يفسر لها سبب وجودها بالمدينة، هذا ما قاله.. 
Douglas كان يعمل لدى Claudia لكي يوقف Heather عن اكمال مسارها للخروج
من المدينة وجلب المشاكل لها، ولكنه تدارك نفسه وتراجع عن قراره، وهو الآن يحاول 
ان يثبت انه شخص طيب.. 
دائما يكون حظه سيء، فدائما يلاقي Heather في مكان خطر ووقت خاطئ، وهو يريد 
أن يقابلها للحديث معها فقط ومساعدتها، ولكن حظه دائما ما يقف ضده، فملاقاته بها
في مكان خطر ووقت غير مناسب يجعل Heather تخاف وتقلق منه، فلا يمكنه الحديث معها..

### فنسنت
Vincent
العمر: مابين 24 - 26 
معلومات: 

Vincent يبدو أنه رجل غريب جدا ودائما ما يطلب من الناس الوثوق به، ولكن Heather
لا تريد الوثوق به.. 
أول لقاء لـ Heather مع Vincent كان في متجر يدعى Hilltop Center ، وبالتحديد
في عيادة للأمراض النفسية موجودة داخل المتجر، وهذا يوضح أن Vincent خبير في مجال
الطب النفسي.. 
هو يملك شعر بني ويلبس النظارات، وغالباً ما يبتسم.. 
Vincent هو أيضا كاهن بمجموعة Cult Teachings ، ومشهور في المجموعة 
باسم: Father Vincent .. 

## شخصيات سايلنت هيل 4: ذا رووم

### هنري تونسند
Henry Townsend
الشخصية الرئسية التي تدور اللعبة حولها وهو بطل القصة. شخص عادي لم يكن يقصد الا ان يمر ليلته في شقة رقم 302 من تلك لعمارة ولكنه وقع في المشاكل بعدا نومه بعد ان استيقط وجد نفسه في غرفة مقفولة باحكام بالسلاسل بقوة. لن يستطيع فتحها مهما فعل
وهنا يبدأ البحث عن مخرج..... . ولكنه لا يعلم ماينتطره ولا يعلم ان 20 ضيحة قد سبقته وأختفت.

### إيلين غالفين
Eileen Galvin
هي الضحية الـ 20 وهي جارة Henry Townsend وتقوم بمرافقته أثناء اللعبة لكي تستطيع الهرب
معه بعدما حبست معه وتعرضت للهجوم على أساس أنها الضحية الـ 20 . وهنري هو ضحية 21
و هي تستطيع فتح بعض الابواب المقفلة

### فرانك ساندرلاند
Frank Sunderland
هو صاحب المبنى وهو من يقود الزوار إلى البيوت. ويعرف بعض الاشياء عن ذلك العالم وهنري يستطيع ان ياخد منه بعض
المعلومات كي تنفعه مثل مكان وجود الجثث... والاسلحة.... والكثير الكثير وايضا يعلم عن الضحاية السابقين
ولكنه لم يكن يريد ان يتفوه ولو بكلمة عن ذلك الموضوع....

### والتر سوليفان
Walter Sullivan

هو شخصية الشر الرئيسية في اللعبة يظهر في عدة مواضع في اللعبة لإزعاجكــ...
و هو يحاول قتل Eileen Galvin وHenry Townsend لإكمال طقوس الـ 21 ضحية استطاع أن يقتل 12 ضحية قبل أن يكتشف أنه انتحر بواسطة ملعقة الشاي ولكن بعد عدة سنين أتى باحثا لـ فتح قضيته مرة أخرى وقرر نبش قبر والتر سولفاناعتقاداً منه بأنه يستطيع إيجاد إي شيء ولكنه تفاجئ بأن الجثة غير موجودة، في أثناء اللعبة يستطيع Henry Townsend دخول فجوة يحطمها بواسطة معول ليكتشف جثة والتر الحقيقية ويبدو أنه كان يقوم بأداء طقوس معينة.

### سينيثيا فالاسكيز
Cynthia Velasquez
انها ضحية الـ 18 وهي غريبة الاطوار يقابلها Henry Townsend في بداية اللعبة بعد مدة تموت بطريقة بشعة جداً في محطة قطار الأنفاق ويظهر شبحها عند العودة إلى عالم الأنفاق وهو شبح مزعج جدا. وهي بقوة لا تصدق. لكن بالإمكان قتله بكل سهولة.....

### ريتشارد براينتري
Richard Braintree
الضحية الـ 19 وهو يعمل كـ شركي يعيش في بناية الشقق يقابله Henry Townsend
في مبنى الشقق حيث يقوم والتر سولفان بقتله بواسطة الكرسي الكهربائي.....
و يظهر شبحه في نفس المنطقة عند عودتك إليها مرة أخرى ولكنه ليس مزعجا مثل شبح سينثيا

### والتر سوليفاين الطفل
walter sullivan the child

هو شخصية غامضة غبر معروفة بالقصة تظهر في مواضع مختلفة من اللعبة... ويعد ذلك يتضح أن هذا الطفل هو نفسه والتر البالغ الذي يقوم بطقوس الـ 21 ضحية ومنذ طفولته كان يعيش في منزل الأمنية واكتشف أن شقة Henry Townsend هي أمه لذلكــ أصبح يذهب إليها من ذلك الطريق الطويل أي من مدينة سايلنت كل يوم وهو شخصية تظهر لكي تمنع والتر البالغ من القيام بهذه الجرائم. وانصح بعدم الاقتراب منه..... + هو ليس شرير لكنه قد يؤذيك لانه خائف....

## شخصيات سايلنت هيل: داونبور
اللعبة تحتوي علي شخصية البطل وهي الشخصية الرئيسية باللعبة وكذلك سنجد بعض الشخصيات الثانوية التي تقابله بين الحين والأخر.

### آن كونينجهام
Anne Cunningham
- آن كونينجهام

الاسم: Anne Cunningham
النوع: أنثي
السن: بالغة
لون الشعر: بني
لون العين: أخضر
الوظيفة: شرطية

آن كونينجهام

أن هي ضابطة أو شرطية تشرف علي عمليات نقل المساجين وتحمل علاقة عدائية غير معروفة لميرفي وسوف تنجوا هي وميرفي من حادث تحطم حافلة السجن وستواجه ميرفي ولكنها ستسقط من أعلي التل، ولكنها تنجوا من هذا السقوط وسوف تقابل ميرفي مرة أخري في حفرة الشيطان حيث تحاول قتله ولكنها تفشل في ذلك الأمر مما يجعلها تترك ميرفي لحال سبيله، ومن ثم يقابل الاثنين مرة أخري عند محطة الإذاعة عندما تلاحظ أن ميرفي يخطط للهروب من المدينة.

### هاوارد بلاكوود
Howard Blackwood
الاسم: Howard Blackwood
النوع: ذكر
السن: في الأربعينات
لون الشعر: أسود
لون العين: بني
الوظيفة: ساعي بريد
هاوارد بلاكوود هو ساعي البريد من الحياة الأخرى لذلك ستجده يختفي أثناء الأحاديث معه وهذه الشخصية ستظهر أيضا في الجزء القادم علي الفيتا (Silent Hill: Book of Memories)، وهاوارد كان مدير مكتب البريد لمدينة التل الصامت وهو أمريكي من أصول أفريقية، وهو أول شخص ستصادفه في طريقك حيث يتحدث معك عن بعض الطرق لعلمه بالمدينة ولكن حديث دائما سيكون غامض، حيث ستعلم منه أنه يعيش منذ زمن بعيد في مدينة التل الصامت.

### جي بي
JP Sater
الاسم: JP Sater
النوع: ذكر
السن: في الثلاثينات
لون الشعر: بني
لون العين: بني
الوظيفة: مرشد سياحي
جي بي هو أحد الشخصيات الجديدة في التل الصامت ومن خلال مقابلته في حفرة الشيطان مع البطل ميرفي ستعلم أنه مرشد سياحي وستعلم أنه تسبب في موت 8 أطفال بسبب الخمر الذي شربه أثناء العمل لذلك سوف يقبل علي الانتحار وسيكون علي ميرفي أن يواسيه أو يعنفه ولكن في كلا الحالتين سوف ينتحر.

### نابير
Napier
الاسم: Napier
النوع: ذكر
السن: مسن
لون الشعر: أشقر
لون العين: بني
الوظيفة: سجين
نابير هو أول شخص سوف يقتله ميرفي خلال حلمه أثناء تواجده في السجن، وهو أحد نزلاء سجن التأديب وكان يسكن الزنزانة المجاورة لميرفي وقام بقتل طفل صغير يحتمل أن يكون أبن ميرفي، لذلك يتعامل ميرفي مع الضابط (Sewell) من أجل أن يتركه ليقتل هذا السجين في حمامات السجن.

### سيويل
Sewell
- سيويل

الاسم: Sewell
النوع: ذكر
السن: في الأربعينات
لون الشعر: أسود
لون العين: بني
الوظيفة: ضابط بالسجن

سيويل

الضابط سيويل هو أحد ضباط سجن التأديب وعقد صفقة ما مع ميرفي بحيث يجعل ميرفي يقتل نابير الذي أتهم بقتل طفل صغير، ودائما ما يظهر كحلم ليذكر ميرفي بالصفقة.

### ريكس
Ricks
الاسم: Ricks
النوع: ذكر
السن: في الثلاثينات
لون الشعر: أسود
لون العين: بني
الوظيفة: عامل بمحطة الإذاعة
ريسكس هو أحد العاملين بمحطة الإذاعة المحلية (WLMN FM) وعندما يصل إليه ميرفي يخبره بأن هذه المدينة ليست طبيعية وأنها تضع قواعد معينة حيث يخطط لاستخدام مركب في (marina) ولكن المفتاح قد سرق منه وهنا ستظهر الضابطة آن والتي تهددهم.

### ميرفي بيندلتون
Murphy Pendleton
الاسم: Murphy Pendleton
النوع: ذكر
السن: في الثلاثينات
لون الشعر: بني
لون العين: بني
الوظيفة: سجين
ميرفي بيندلتون هو الشخصية الرئيسية في اللعبة وقابل للعب وهو من الشخصيات الجديدة في السلسلة ويعانى من مشاكل في النوم بسبب ماضيه، وهو مسجون في سجن Ryall State بدون معرفة سبب جريمته ورقمه هو RS 273A والذي امتدت مدته في السجن بسبب قتل شخص في السجن، ولكن بعد ذلك تم نقله إلى سجن أخر مع بعض المساجين والمراقبة عليهم الشرطية Anne Cunningham بحيث تنقلهم بالحافلة إلى سجن خارج الحدود الشرقية إلى مدينة التل الصامت، ولكن تحدث حادثة للحافلة مما تؤدى بسقوطها من التل ويستيقظ ميرفي فيجد نفسه في الغابات وبعدها يهرب إلى مدينة التل الصامت، ميرفي شخصية طيبة وله أخلاق حسنة بكونه مجرم فقد أراد مساعدة الشرطية عندما كانت تسقط من المنحدر، وأيضا دافع عن السيدة المحولة التي كان يتعد عليها نبير، كل هذه مميزات في شخصيته وكان يتحدث مع ساعي البريد بشكل لائق ولا يحمل ضغينة ضد أحد أو يريد إيذاء أحد، ولكنه عصبي بعض الشيء ويصرخ عندما تتحول مدينة التل الصامت إلى جحيم.

## روابط خارجية
- Silent Hill 2 official website (باليابانية)
- Silent Hill 3 official website (باليابانية)
- Silent Hill: Shattered Memories official website (باليابانية)